# Masacre de Drakeia
La Masacre de Drakeia o, más correctamente transcrito, Masacre de Drákeia (en griego: Η σφαγή της Δράκεια) se refiere a la ejecución masiva de 115 hombres por soldados de las SS en la aldea de Drakeia, ubicada en el Monte Pelión, en Tesalia, el 15 de diciembre de 1943. Fue parte de las múltiples represalias nazis contra la resistencia griega en la Grecia ocupada. Cada año se celebra en la zona un acto en memoria de las víctimas, en presencia de miembros del Parlamento griego y del Presidente de Grecia.